# Polyporus guianensis
Polyporus guianensis är en svampart som beskrevs av Mont. 1840. Polyporus guianensis ingår i släktet Polyporus och familjen Polyporaceae.   Inga underarter finns listade i Catalogue of Life.